# Classe Shokaku
La classe Shokaku era una classe di portaerei, composta da due unità, della Marina imperiale giapponese. Furono varate agli inizi degli anni quaranta.
Le due portaerei giapponesi di questa classe, Shokaku e  Zuikaku, tra le più importanti, se non le più importanti portaerei giapponesi, erano dotate di un doppio hangar sovrapposto e pesanti corazzature (ma non sul ponte di volo). Furono impiegate tra il 1941 e il 1944 quando andarono perdute, dopo aver partecipato a tutte le principali battaglie aeronavali del Pacifico.

## Origine e progetto
Dopo lo svincolo giapponese dal trattato navale di Washington, fu possibile aumentare considerevolmente i programmi navali e le due navi di questa classe furono ordinate nell'ambito del programma di potenziamento navale del 1937, esse erano sostanzialmente un potenziamento del progetto della Hiryu, di poco antecedente. Questo ne faceva un progetto capace di sviluppare una potenzialità ben superiore, perché finalmente era possibile costruire grandi unità navali senza limitazioni di peso o trasformazione di vecchi e incompleti scafi già disponibili, consentendo inoltre di far tesoro delle esperienze precedenti con le portaerei già in servizio.
La loro struttura era caratterizzata da una piccola isola di comando, sul lato destro, e uno scafo dalle forme slanciate (rapporto L/D circa 10:1), simili a quelle di un incrociatore di grandi dimensioni, con una prua arcuata molto anteriore all'hangar e al ponte di volo, che contribuiva a dare sia una valida tenuta al mare sia una ridotta resistenza all'avanzamento. Uno dei motivi di questa costruzione era la necessità di ospitare un hangar del tipo "aperto" per migliorare lo spazio disponibile e quindi il numero delle macchine ospitabili a bordo. questo faceva sì che l'hangar fosse costruito sopra lo scafo principale e non integrato in esso, similmente quindi alle navi statunitensi e differentemente dalle unità inglesi più recenti. Le pareti dell'hangar erano sottili, per evitare che le esplosioni interne non trovassero prontamente modo di sfogarsi all'esterno. La cosa in pratica funzionò meno bene di quanto sperato, ma faceva parte degli intendimenti per ridurre i danni subiti in caso di attacco o incidente negli hangar. Un piccolo albero era presente dietro l'isola, utilizzato praticamente solo come sistema per le antenne radio filari HF.

## Caratteristiche

### Apparato motore
Le navi erano dotate di un apparato motore molto potente, simile a quello delle Hiryu e analogo a quello dei 4 potenti incrociatori Mogami, da poco entrati in servizio, e raggiungeva un valore addirittura superiore a quello delle corazzate Yamato da 64.000 t., sufficiente per 34 nodi. Esso si componeva di 4 turbine a vapore, sistemate in altrettanti locali suddivisi l'un dall'altro sia da paratie laterali che longitudinali. Anche le caldaie erano ospitate in 4 locali così suddivisi, posizionati a prua delle turbine. Gli scarichi erano dati da due fumaioli che uscivano dal lato destro della nave, e altrettanti de quello sinistro. In tal modo non alteravano il profilo e liberavano il ponte di volo. Le turbine erano collegate ciascuna ad un gruppo caldaie e ad un asse portaelica, cosicché azionavano un totale di 4 eliche, soluzione complessa ma che migliorava la sicurezza in caso di danni a bordo. Per quello che riguarda la dotazione di combustibile per le caldaie, era dato da 5 000 tonnellate di nafta, per un'autonomia adeguata alle esigenze del Pacifico.

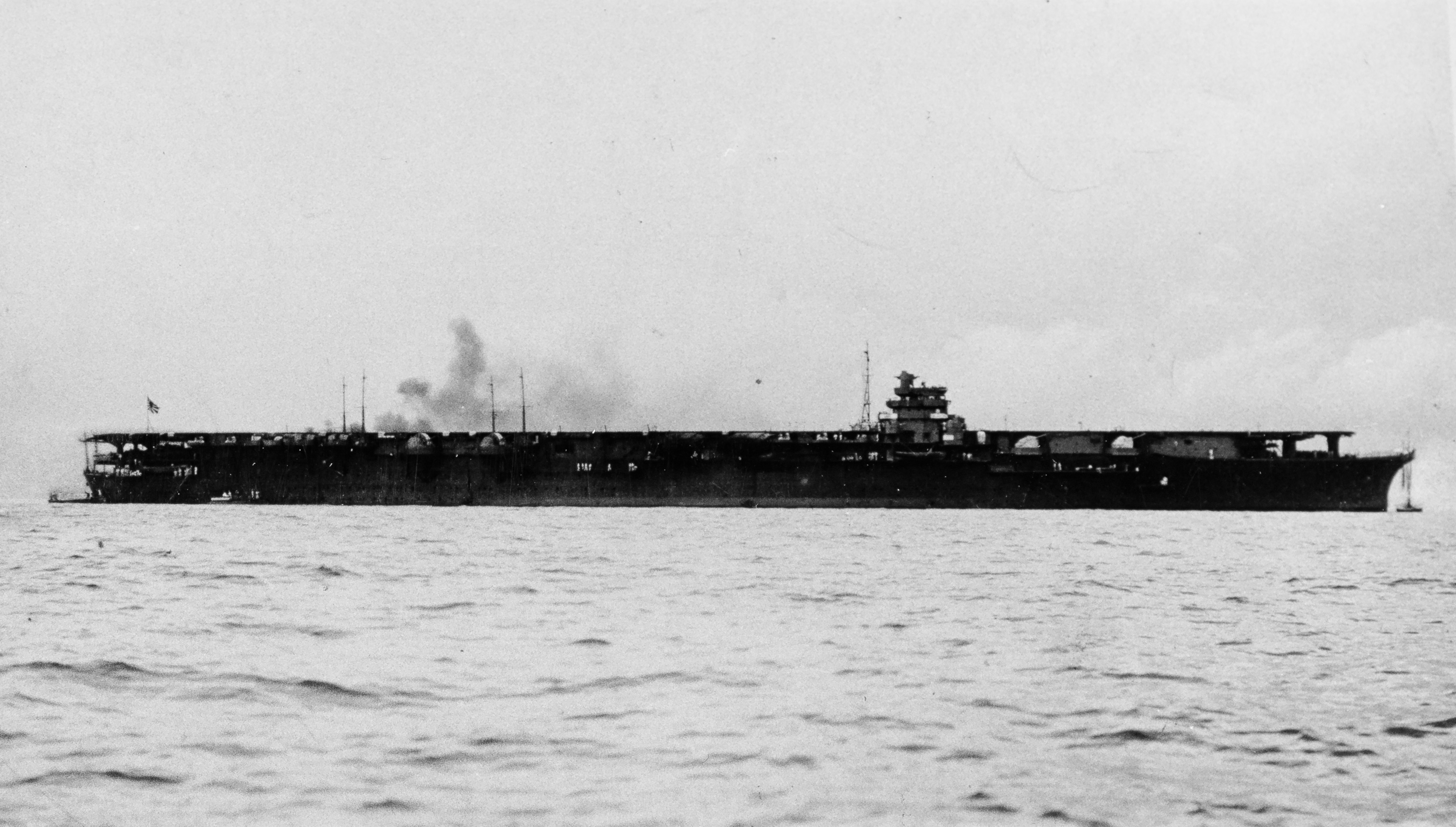
La Shokaku

### Protezione
Per quello che concerne la protezione, le navi erano dotate di doppio fondo per lo scafo, mentre sui lati vi erano complessivamente 6 paratie, di cui 3 corazzate: la più esterna era lo scafo stesso, con una bassa cintura spessa 46 mm, seguito da una paratia parzialmente riempita di liquido, per smorzare le esplosioni subacquee, poi vi erano due paratie corazzate di limitato spessore, 18 e 12 mm, ed infine una paratia non protetta. Tutto questo, ripartito in diversi metri di larghezza, era finalizzato alla protezione contro esplosioni subacquee da siluro, quella indiretta che mira a limitare il danno sfogando la potenza dell'esplosione con un danneggiamento controllato, attraverso le paratie che devono frenare anche le schegge proiettate dalle cariche esplosive, le quali erano, in un siluro aereo, di circa 200 kg ma oltrepassavano i 300 in molti siluri navali e sottomarini. I locali macchine erano dotati di paratie sia longitudinali che laterali, ma l'adozione delle prime in genere si rivelò un errore, perché (a parte i benefici in caso di granate o bombe a bordo), in caso di siluramento con il conseguente allagamento vi era il rischio di inondazione asimmetrica della nave e di successivo capovolgimento. Le portaerei Classe Essex statunitensi sarebbero state poi realizzate le sole paratie laterali per l'apparato motore, ma questa soluzione nei tardi anni '30 era comune a molti progetti. La lunghezza del sistema motore, con i locali caldaie o motrici accoppiati 2 a 2 era di circa il 30% del totale dello scafo al galleggiamento.
Le protezioni superiori comprendevano anche tre ponti corazzati. Nessuno di questi era quello di volo, ma vi erano i due ponti hangar con 15 mm l'uno, e poi quello principale, con 90 mm. Questo per consentire di arrestare bombe e proiettili che avessero oltrepassato gli altri, che non potevano fermarli ma avevano un effetto "scappucciante" (rovinandone cioè la punta) e attivavano le spolette. La corazza da 90 mm era poco destabilizzante per la nave (era questo il vero problema dell'adozione di un ponte di volo corazzato, troppo peso in alto) in quanto bassa sul livello, e proteggeva efficacemente il motore e le munizioni. Gli hangar restavano invece esposti ai danni, anche se era poco probabile che le fiamme e le esplosioni arrivassero ai punti vitali della nave.
Nell'insieme tale protezione rendeva possibile cercare di resistere alle bombe da 250 kg sganciate da bombardieri in picchiata o granate da 127 mm nel locale motori, mentre i magazzini erano resistenti a bombe da 800 kg sganciate orizzontalmente e granate da 203 mm. La protezione per la grande quantità di carburante di bordo era, invece, meno valida come l'affondamento della Shokaku dimostrò.

### Attrezzature aeronautiche
Quanto alle attrezzature aeronautiche, vi era un ponte di volo di 242×29 m che comprendeva anche 3 ascensori, uno 13 × 16 e due 13 × 12 m. Essi servivano da collegamento per i due piani inferiori, perché come nell'Ark Royal inglese vi era un doppio hangar. Se questa struttura era meno efficiente di quella con un unico hangar, e impediva di fatto l'adozione di un ponte di volo corazzato, essa poteva garantire in termini assoluti un maggior numero di aerei trasportabili a bordo. La superficie totale era pertanto di 190 × 24 + 160 × 24 m dell'hangar inferiore, leggermente più piccolo, per un totale di 8 400 m², superiore alle portaerei statunitensi e inglesi, e anche giapponesi con lo stesso lay-out. Per comprendere meglio questo, si consideri che la HMS Illustrious aveva 2 638 m², la Indomitable, l'unica portaerei con hangar doppio e ponte di volo corazzato (reso possibile dalla riduzione della corazza laterale dell'hangar da 114 a 38 mm) ne aveva 3 606. L'altezza degli hangar delle Shokaku arrivava a 5 m, quasi uguale a quello delle Essex e maggiore di quello delle Illustrious. Il volume raggiungeva pertanto i 42 000 m³, contro 22 500 delle Essex, 27 000 della Ark Royal e 12 928 della Illustrious. Solo le portaerei statunitensi costruite negli ultimi decenni hanno superato questi valori di superficie e cubatura, e per farlo hanno avuto bisogno di scafi lunghi oltre 300 m. La USS America (319 m, 60 000 t) aveva un hangar di 225x30 m, ancora inferiore come superficie complessiva, sebbene le dimensioni degli aerei moderni richiedessero un'altezza di 7,6 m. La Clemenceau francese (275 m totale) aveva un hangar di 152 × 24 m e l'italiana Giuseppe Garibaldi ne ha uno di 110 × 15 m.

### Altre caratteristiche
Malgrado questa quantità di spazio e volume, il totale di macchine presenti era relativamente basso: 560 m³ per aereo contro circa 250 delle Essex e delle navi britanniche, così normalmente venivano imbarcati 72 aerei, 18 caccia, 27 bombardieri e 27 grossi triposto, aerosiluranti-bombardieri. Altri 12 velivoli erano trasportati smontati, ma pronti per un rapido assemblaggio. Il motivo era in gran parte correlato al passaggio dei grossi elevatori dentro gli hangar: l'elevatore laterale per gli aerei fu introdotto dagli USA con la portaerei Wasp CV-7 e con le successive classe Essex. Gli hangar non erano protetti e le tubazioni per la benzina erano ancora troppo vulnerabili a danni e incendi di bordo. Il combustibile avio era trasportato in 650 000 l, sufficienti per fare 1 000 pieni a un A6M "Zero". Anche qui il valore è notevole, inferiore solo alle Essex con 900 000 l mentre le Illustrious erano capaci di appena 236 000 l, limitando pertanto notevolmente la loro capacità di operare autonomamente. I depositi per questo carburante erano tuttavia assai incapaci di resistere alle onde d'urto dei siluri, come poi sarà dimostrato in pratica.

### Armamento
L'armamento era notevole, grazie anche ai 3 500 kW disponibili. Per quanto non esistesse un sistema radar in origine, vi erano 8 impianti binati da 127 mm antiaerei (8-14 colpi al minuto, 15 km di gittata e granate da 23 kg). Questi pezzi d'artiglieria erano affidabili e piuttosto leggeri nonostante la lunghezza della canna fosse piuttosto rilevante, 40 calibri (l'Mk 38 americano ne aveva una da 38 calibri). Vi erano anche 12 installazioni trinate di cannoni Type 96 da 25 mm per la difesa ravvicinata, poi incrementati. Erano armi piuttosto potenti, ma insufficienti per una buona difesa a medio raggio, che nella marina nipponica non aveva altri tipi di armi (categoria 37–40 mm) eccetto qualche vecchio cannone Vickers. Questa, in ogni modo, fu una delle prime classi di portaerei a prevedere un pesante armamento contraereo e a rinunciare ai cannoni esclusivamente antinave prima spesso presenti a bordo, oramai obsoleti. Quanto ai velivoli imbarcati, oltre a migliaia di proiettili per armi automatiche l'organico standard era comprensivo di 45 siluri, 80 bombe da 800 kg, 360 da 250 e 540 da 60 kg, anche se esistono altre variazioni, che comprendono tra l'altro anche bombe da 500 e 30 kg, qui non menzionate.

## Servizio operativo
La Shokaku entrò in servizio, dopo l'inizio dei lavori nel tardo 1937, nell'agosto 1941, mentre la Zuikaku venne realizzata a partire dal maggio 1938 per entrare in servizio nel settembre 1941.

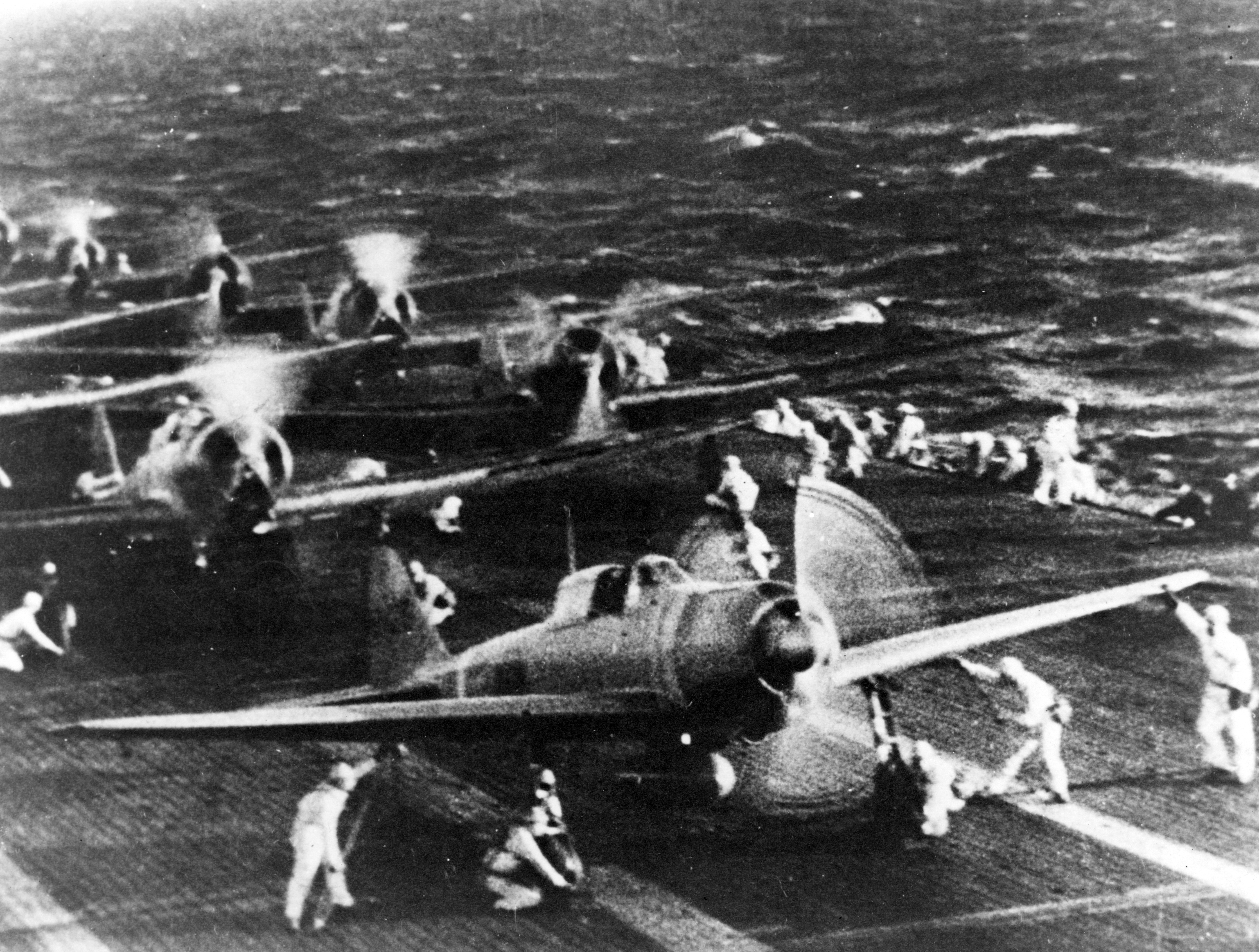
Una famosa foto dell'attacco a Pearl Harbor, scattata a bordo della Shokaku, mostra i caccia Mitsubishi A6M Zero all'apogeo della loro carriera

Le 2 navi combatterono fin dall'inizio della seconda guerra mondiale inquadrate nella 5 Divisione portaerei, partecipando all'attacco su Pearl Harbor. Data la loro recente entrata in linea, i loro reparti di volo, ancora in fase di addestramento, non poterono ricoprire gli incarichi di maggiore importanza nel piano d'attacco, e quindi parteciparono ad azioni secondarie, con la Shokaku che bombardò l'isola di Oahu, mentre il grosso della responsabilità e dei successi fu a carico delle due altre grandi navi giapponesi della forza d'attacco, la Akagi e la Kaga.
Le altre 4 portaerei impiegate in tale occasione vennero poi affondate a Midway, ma là non v'erano queste 2 portaerei sorelle. Esse erano state appena impiegate sull'Oceano Indiano distruggendo quasi tutta la flotta britannica dislocata in quell'area, durante il raid eseguito di primavera. Avendo poi partecipato alla battaglia del Mar dei Coralli avevano riportato invece gravi danni agli stormi aerei, con la perdita di numerosi aerei e aviatori, e danni diretti per la Shokaku, che tuttavia riuscì a salvarsi. La perdita di tanti (86) aerei fu tale da sconsigliare di usare queste navi per la successiva battaglia di Midway. La capacità di resistenza danni e di ospitare aerei sarebbero state preziose in quel contesto, laddove le altre portaerei bruciarono ed esplosero una volta colpite da poche bombe, ma il loro impiego nella battaglia precedente non rese possibile nemmeno per la Zuikaku prendervi parte. Dopo esser tornate in Giappone, in luglio le navi si accorparono con la 1ª Divisione portaerei, nell'ambito di una generale riorganizzazione a seguito delle perdite subite il mese prima.

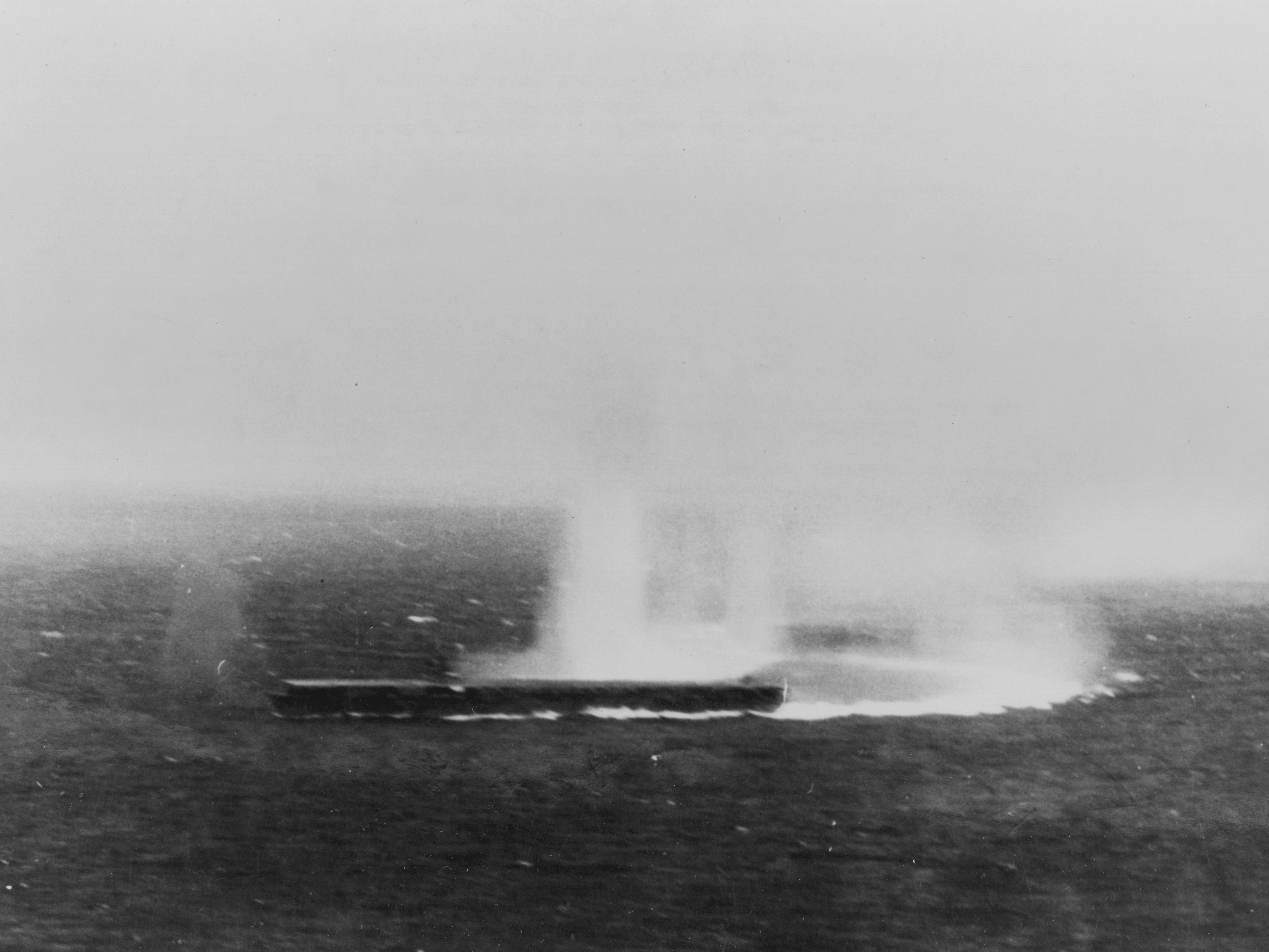
La Shokaku sotto attacco nel Mar dei Coralli

Durante la battaglia delle Salomone Orientali di agosto, danneggiarono e costrinsero alla ritirata la USS Enterprise, mentre il successivo 26 ottobre la Shokaku venne gravemente danneggiata da bombardieri in picchiata della portaerei USS Hornet. Nonostante questi danni sopravvisse ancora, mentre la Hornet, come già la USS Lexington nel mar dei Coralli, non ebbe scampo dai danni subiti a propria volta (3 siluri e 6 bombe), tanto che abbandonata dall'equipaggio e si cercò di affondarla con le altre navi, ma gli statunitensi non vi riuscirono pur sparando diversi siluri e 430 colpi da 127 mm alla linea del galleggiamento. I giapponesi arrivarono la mattina dopo e cercarono di rimorchiarla ma oramai era troppo tardi e alla fine l'affondarono con 4 siluri pesanti. La USS Hornet si era dimostrata, proprio una volta che venne abbandonata per i danni successivi, quasi impossibile da affondare, perché i compartimenti più esterni dello scafo erano già pieni e facevano da scudo a quelli più interni. In ogni caso si trattò dell'unica portaerei mai catturata in un'operazione bellica. I giapponesi e gli americani persero durante la battaglia circa 70 aerei per parte. L'U.S. Navy si difese soprattutto con le artiglierie antiaerei, con la corazzata South Dakota dotata, per i suoi 16 cannoni secondari, di granate con spoletta di prossimità radar, al loro esordio in azione. Dichiarò 32 aerei abbattuti, anche se quelli riconosciuti furono 26. Gli Zero invece distrussero 20 aerei americani con 4-5 perdite proprie.
Dopo di allora le portaerei giapponesi ebbero una lunga stasi. Esse erano rimaste prive dei loro reparti aerei, che vennero inviati a difendere Boungaiville e poi, Bismarck. Nel frattempo, nuovi reparti aerei venivano addestrati, ma i piloti esperti erano difficilmente rimpiazzabili, e le gravi perdite subite nel 1942 avevano già dato un duro colpo all'aviazione navale nipponica. Spesso le portaerei giapponesi venivano utilizzate, dopo il 1943, per il compito di trasporto aerei veloce, per rifornire le basi aeree nelle isole più lontane. L'errore strategico di privare le navi giapponesi della loro componente imbarcata, numericamente pur sempre modesta, per logorarla in combattimenti terrestri fu estremamente grave. Tra le vittime di questa situazione, l'asso Saburō Sakai, che tornò da Rabaul ferito alla testa e ad un occhio, che non recuperò più. La perdita su Boungainville dell'ammiraglio Isoroku Yamamoto fu un altro durissimo colpo per la Marina giapponese e la possibilità di intraprendere azioni offensive di vasto respiro, mentre nel 1943 entravano in servizio le prime portaerei classe Essex, le migliori unità americane e quelle di maggior successo della guerra. Nel frattempo la situazione dell'US Navy era estremamente delicata, avendo di fatto solo la Enterprise e la Saratoga, essendo affondate tutte le altre grandi portaerei inizialmente disponibili nel Pacifico: USS Wasp, Lexington, Yorktown, Hornet.
Le due navi tornarono in azione nel 1944, quando si trattò di combattere gli statunitensi in azione per invadere le Filippine. Nella battaglia del Mare delle Filippine di quel giugno, la Shokaku e la Zuikaku vennero impiegate in prima linea, ma per la Shokaku durante quelle operazioni arrivò la fine. Nell'uscita in mare, prima ancora della battaglia, venne infatti silurata dal sommergibile USS Cavalla, che la colpì con 3 o forse 4 siluri di grosso calibro provocando esplosioni interne specialmente per via del carburante avio. I danni causati da un tale numero di siluri da 533 mm erano potenzialmente devastanti per qualunque nave. L'HMS Ark Royal venne perduta per un unico siluro, la HMS Barham affondò esplodendo dopo averne incassati tre. Nel caso della Shokaku, le vie d'acqua non furono determinanti per l'affondamento, ma l'esplosione verificatasi dei depositi di carburante avio, devastati da uno dei siluri, che bruciarono la nave e la distrussero in pochi minuti.
I piloti giapponesi vennero invece annientati sui loro aerei, ora troppo vulnerabili alle difese avversarie, in quello che fu definiti "Il grande tiro al tacchino delle Marianne". Da notare che entrambe le portaerei giapponesi di questa classe avevano all'epoca, a bordo un grosso radar rotante per la ricerca aerea, uno dei primi giapponesi, della cui mancanza si può considerare la causa della sconfitta di Midway, quando i bombardieri in picchiata Dauntless picchiarono sulle navi giapponesi all'improvviso, dopo essere sbucati dalle nubi.

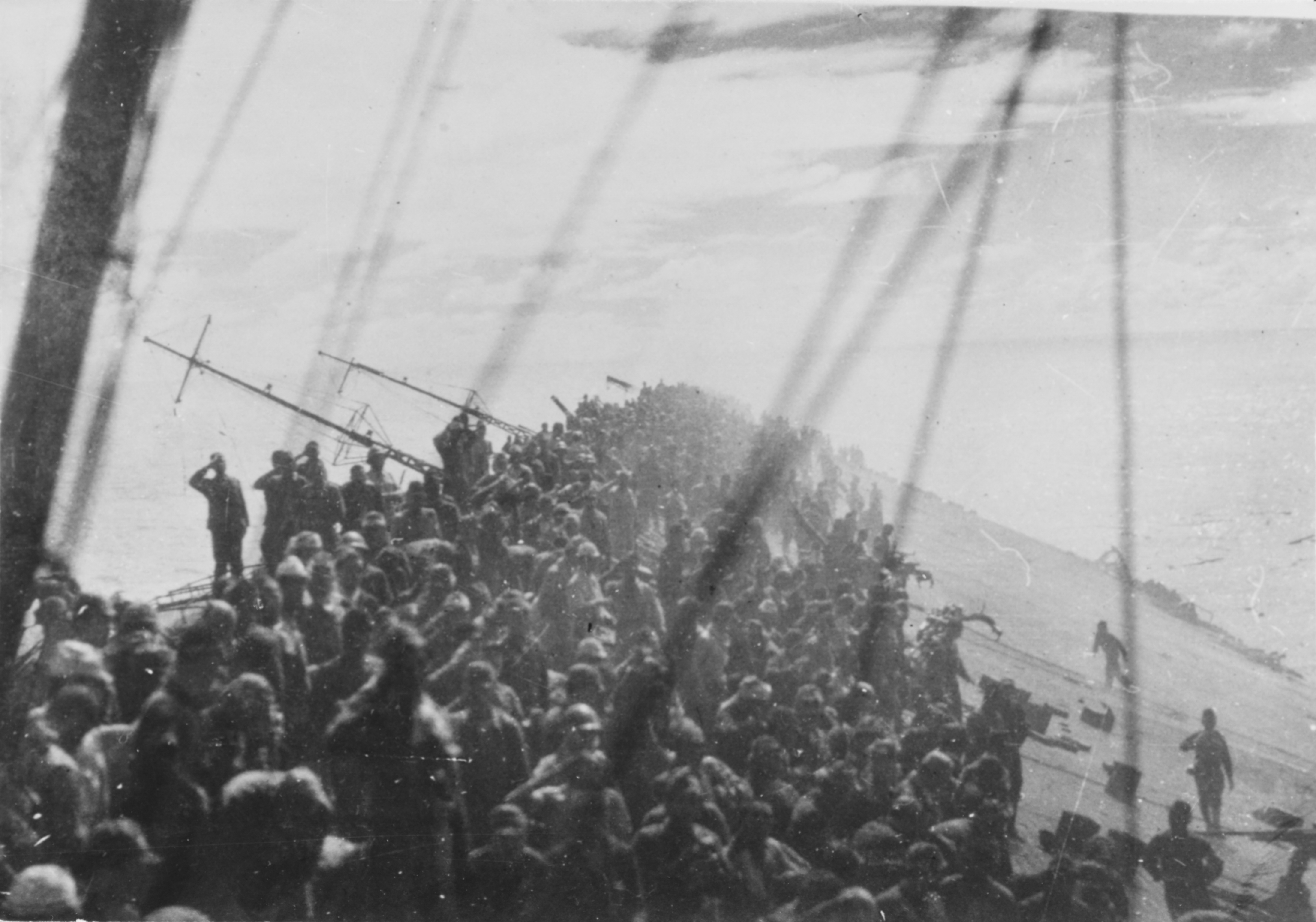
La Zuikaku colpita: l'equipaggio assiste all'abbassabandiera

Al mese di ottobre le portaerei giapponesi erano sostanzialmente una forza virtuale, essendo senza quasi più aerei e con pochissimi piloti preparati. Vennero usate come esca per attirare le portaerei veloci dell'ammiraglio "Bull" Halsey lontano dagli sbarchi di Leyte, mentre le corazzate e i kamikaze cercavano di distruggere le forze anfibie, arrivando ad un passo dal successo. La trappola aveva funzionato e le grandi navi statunitensi arrivarono a ridosso di quelle giapponesi, sostanzialmente le portaerei e alcune navi di scorta. Dopo aver lanciato un attacco aereo il 24 ottobre con tutti i pochi apparecchi abbattuti dagli statunitensi, il giorno dopo la Zuikaku fu attaccata da centinaia di aerei statunitensi. I piloti americani si concentrarono soprattutto su questa nave, che restava l'ultima delle sei portaerei di Pearl Harbor. Almeno 80 la puntarono da ogni direzione, un siluro la colpì facendola inclinare sensibilmente, forse per via delle paratie longitudinali. Poi, altri 100 apparecchi la colpirono con almeno 7 siluri e 4 bombe. La Zuikaku non prese fuoco, ma era oramai perduta. L'equipaggio si radunò, come dimostrato da una foto dell'epoca, per il saluto alla bandiera che veniva ammainata, mentre il ponte della nave era inclinato oramai di oltre 10 gradi. Molti dei 1660 uomini morirono, ma le perdite furono minori che rispetto alla nave gemella.

### Epilogo
Con la Zuikaku si chiuse un'era per la guerra sui mari, e da allora nessun'altra forza di portaerei giapponese cercò di combatter contro gli statunitensi. La perdita dei migliori piloti in lunghe battaglie di logoramento come quelle su Rabaul fu un errore di impiego determinante nella lunga fase tra il 1942 e il 1944, e quando le portaerei giapponesi tornarono a combattere quelle statunitensi erano inferiori sia nella tecnica che nei piloti dei loro reparti di volo. Questo causò la distruzione della flotta di portaerei giapponesi nel 1944, 2 anni dopo Midway, senza perdite sensibili per gli statunitensi. Questo causò però un effetto collaterale pericoloso, la creazione a tutti gli effetti di un modello di 'guerra asimmetrica', in quanto, dall'ottobre del 1944 la schiacciante superiorità americana indusse i giapponesi a provare una nuova, devastante tecnica, l'attacco kamikaze.